# Revista ¡¡Ésta!!
Revista ¡¡Ésta!! es el noveno álbum de estudio de la banda de rock uruguaya El Cuarteto de Nos, editado y lanzado por el sello BMG en el año 1998. En este disco todas las canciones representan una noticia, y el pequeño libro que acompaña al disco representa a una revista sensacionalista. Contiene temas reconocidos de la banda como "Ya te vas a mejorar", "Maté a la maestra" y "Yo soy Alvin, el batero". 

## Estilo musical
Musicalmente, es el disco más roquero de la banda hasta entonces. Muchas de las canciones poseen ruidosos solos de guitarra en ambos canales del estéreo, generalmente tocados por Riki Musso.
La canción El Tío Calambres es una parodia de la canción homónima de Luis Aguilé, y ¡Cómo ha Cambiado mi Barrio! parodia en parte a la canción homónima de Hugo Varela

## Lista de canciones
| N.º   | Título                         | Letras                          | Duración |  |
| 1.    | «¡Cómo Ha Cambiado Mi Barrio!» | Roberto Musso                   | 3:16     |  |
| 2.    | «La China Ta' Güenaza»         | Roberto Musso                   | 2:30     |  |
| 3.    | «Nadie Me Quiere»              | Santiago Tavella                | 4:05     |  |
| 4.    | «Ya Te Vas a Mejorar»          | Ricardo Musso                   | 2:49     |  |
| 5.    | «Maté a la Maestra»            | Roberto Musso                   | 4:04     |  |
| 6.    | «Que los Cumpla Feliz»         | Roberto Musso                   | 3:12     |  |
| 7.    | «Kaya Natalia»                 | Roberto Musso                   | 3:38     |  |
| 8.    | «Palomo»                       | Roberto Musso                   | 2:50     |  |
| 9.    | «Chico Correcto»               | Roberto Musso                   | 3:30     |  |
| 10.   | «El Tío Calambres»             | Roberto Musso                   | 2:25     |  |
| 11.   | «Yo Soy Alvin, el Batero»      | Álvaro Pintos                   | 2:45     |  |
| 12.   | «El Fin del Mundo»             | Ricardo Musso, Santiago Tavella | 4:23     |  |
| 39:33 |                                |                                 |          |  |

## Personal
- Roberto Musso: Voz y Segunda Guitarra
- Ricardo Musso: Guitarra principal, voz y teclados
- Santiago Tavella: Bajo y voz
- Álvaro Pintos: Batería, percusiones y voz <<Yo soy Alvin, El Batero>>